# 董家河乡 (凤翔县)
董家河乡是中国陕西省宝鸡市凤翔县下辖的一个乡。

## 行政区划
董家河乡下辖以下行政区：
韦家堡村、双冢村、盐坎村、乔家堡村、董家河村、赵村、营村、张家店村、牛钵峪村